# Batalha das Forcas Caudinas
A Batalha das Forcas Caudinas, em 321 a.C., foi um evento decisivo da Segunda Guerra Samnita e é chamada de "batalha" por mera formalidade histórica: não houve combate e nem baixas. Os romanos foram emboscados num local sem água pelos samnitas antes de saberem o que estava acontecendo e não houve alternativa a não ser negociar uma rendição desfavorável. A ação foi inteiramente política, com os magistrados de ambos os lados tentando obter as melhores condições para seu lado sem desrespeitar crenças comuns sobre as regras de guerra e a condução da paz. No final, os samnitas decidiram que seria melhor para as futuras relações com Roma deixá-los ir embora com a promessa de que não continuariam, por motivos religiosos e de honra, a campanha contra eles.

## Descrição
O comandante samnita, Caio Pôncio, sabendo que o exército romano estava perto de Calatia, enviou dez soldados disfarçados de pastores com ordens de contar aos romanos que os samnitas estavam cercando Lucera, na Apúlia. Os comandantes romanos, caindo completamente na emboscada, decidiram marchar para lá. Pior, eles escolheram a rota mais rápida, que passava pelas Forcas Caudinas, um estreito passo de montanha perto de Benevento, na Campânia. O passo é completamente circundado por montanhas e só era acessível através de dois desfiladeiros. Os romanos entraram pelo primeiro e, quando chegaram ao segundo, encontraram-no embarricado. Percebendo o perigo, os romanos tentaram voltar, mas já o encontraram tomado e fortemente defendido pelos samnitas. Neste ponto, os romanos, segundo Lívio, caíram em total desespero pois sabiam que a situação era muito grave.
Segundo Lívio, os samnitas não tinham ideia do que fazer para tirar proveito desta vitória. Por isso, Pôncio foi convencido a mandar uma carta ao seu pai, Herênio. A resposta voltou aconselhando que os romanos deveria ser libertados ilesos o mais rápido possível. O conselho foi rejeitado e uma nova carta foi enviada a Herênio, que aconselhou que todos os romanos, sem exceção, deveriam ser mortos.
Estupefato pelos dois conselhos contraditórios, os samnitas pediram que Herênio fosse pessoalmente até lá. Quando ele chegou, explicou que eles deveriam soltar os romanos, ilesos, para ganhar a amizade de Roma. Se eles matassem o exército romano inteiro, então Roma se enfraqueceria tanto que deixaria de ser uma ameaça por muitas gerações. Quando ouviu isto, Caio Pôncio perguntou se não haveria uma solução intermediária, mas Herênio afirmou que qualquer solução intermediária seria uma idiotice, pois deixaria os romanos em posição de buscar uma vingança por qualquer vantagem obtida.

## Consequências
Segundo Lívio, Pôncio não quis ouvir o conselho de seu pai e insistiu que os romanos se rendessem. Os dois cônsules romanos concordaram, pois suas forças estavam passando por muitas dificuldades, incluindo a fome. O juramento de rendição foi levado a cabo por Pôncio do lado samnita e por parte do romano os dois cônsules, dois questores, quatro legados das legiões e doze tribunos militares, que eram toda a oficialidade que sobrevivera ao desastre. Apiano descreve em detalhes a humilhação sofrida pelo exército romano: os soldados foram desarmados e despojados das suas vestes e, vestidos apenas com uma túnica, foram obrigados a passar um por um por baixo de uma lança horizontal disposta sobre outras duas cravadas no chão, que obrigavam os romanos a se inclinarem passar por baixo. Deste episódio, também chamado "a passagem sob o jugo", nasceu a expressão "passar sob o jugo" ou "passar pelas forcas caudinas", que significa o ter de aceitar irremediavelmente uma situação desonrosa.

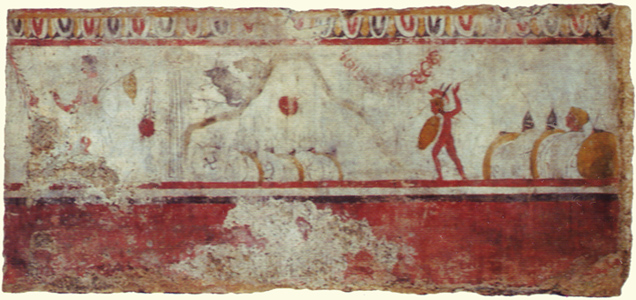
Um afresco lucaniano sobre a Batalha das Forcas Caudinas.

Além disto, as condições de rendição exigiam a entrega de várias populações fronteiriças, como Frégelas, Terentino e Sátrico, a evacuação dos colonos romanos de Lucera e do vale do rio Liris, a retirada de todas as posições que mantinham no Sâmnio e uma trégua de cinco anos. Para garantir que o Senado Romano ratificaria o acordo ("Foedus Caudinum"), Pôncio enviou os dois cônsules a Roma para que informassem os senadores e manteve 600 cavaleiros como reféns.
Contudo, os historiadores romanos minimizaram a humilhação e criaram a lenda de que, quando chegaram a Roma, os cônsules exortaram o Senado para que se continuasse a luta para que fosse revertida a humilhação, não importando a sua própria sorte ou a dos cavaleiros retidos. Lívio, por exemplo, conta que, a respeito das demandas dos samnitas, os cônsules afirmaram que não estavam em posição de concordar com um tratado pois algo assim deveria ser autorizado pela Assembleia do povo e ratificado pelos feciais depois dos rituais apropriados. Portanto, ao invés de um tratado, ficou acordado uma garantia, com os cônsules, os oficiais de ambos os exércitos e os questores na posição de garantidores. Seiscentos cavaleiros foram entregues como reféns "cujas vidas seriam perdidas se os romanos falhassem em manter sua palavra". Os soldados romanos partiram e estavam envergonhados demais para entrar em Cápua, cujos habitantes lhes forneceram alimentos por pena. Em Roma, a população entrou em luto, com o comércio fechando e todas as atividades no Fórum suspensas. Todos estavam com muita raiva dos soldados e houve propostas para bani-los. Porém, quando eles chegaram, todos tiveram pena, mas ainda assim todos eles se trancaram em suas casas, envergonhados. Espúrio Postúmio discursou no Senado afirmando que Roma não estava comprometida pela garantia das Forcas Caudinas por que ela teria sido dada sem autorização do povo e que não havia impedimento algum para que a guerra fosse retomada, sendo que a única dívida de Roma aos samnitas era a vida dos garantidores. Um exército, os feciais e os garantidores a serem entregues foram enviados a Sâmnio, mas, uma vez lá, Postúmio atacou um fecial e afirmou ser um samnita que havia violado as leis da diplomacia. Caio Pôncio denunciou a falsidade dos romanos e declarou que os garantidores não deveriam ser entregues.
O certo é que o Senado não teve mais remédio além de ratificar o tratado, marcando assim um momento humilhante na história de Roma e um dia nefasto para a cidade: os senadores despojaram-se das suas togas e foram proibidas festas e casamentos durante um ano inteiro. Muitos dos legionários liberados refugiram-se nos campos ou voltaram de noite para a cidade pelo opróbrio que sentiam, embora os dois cônsules entrassem de dia, pois a lei romana obrigava-os a mostrarem a sua autoridade, que porém não voltaram a exercer durante o restante do seu consulado.
Contudo, a sabedoria do conselho de Herênio ficou logo demonstrada, pois esta afronta ficou marcada no orgulho de Roma, que reiniciaria a guerra em 316 a.C., vingando-se com a captura de Lucera e o resgate das armas, estandartes e reféns perdidos cinco anos antes.